# Clinobiantes paradoxus
Clinobiantes paradoxus is een hooiwagen uit de familie Biantidae.